# المدرج الروماني (نابلس)

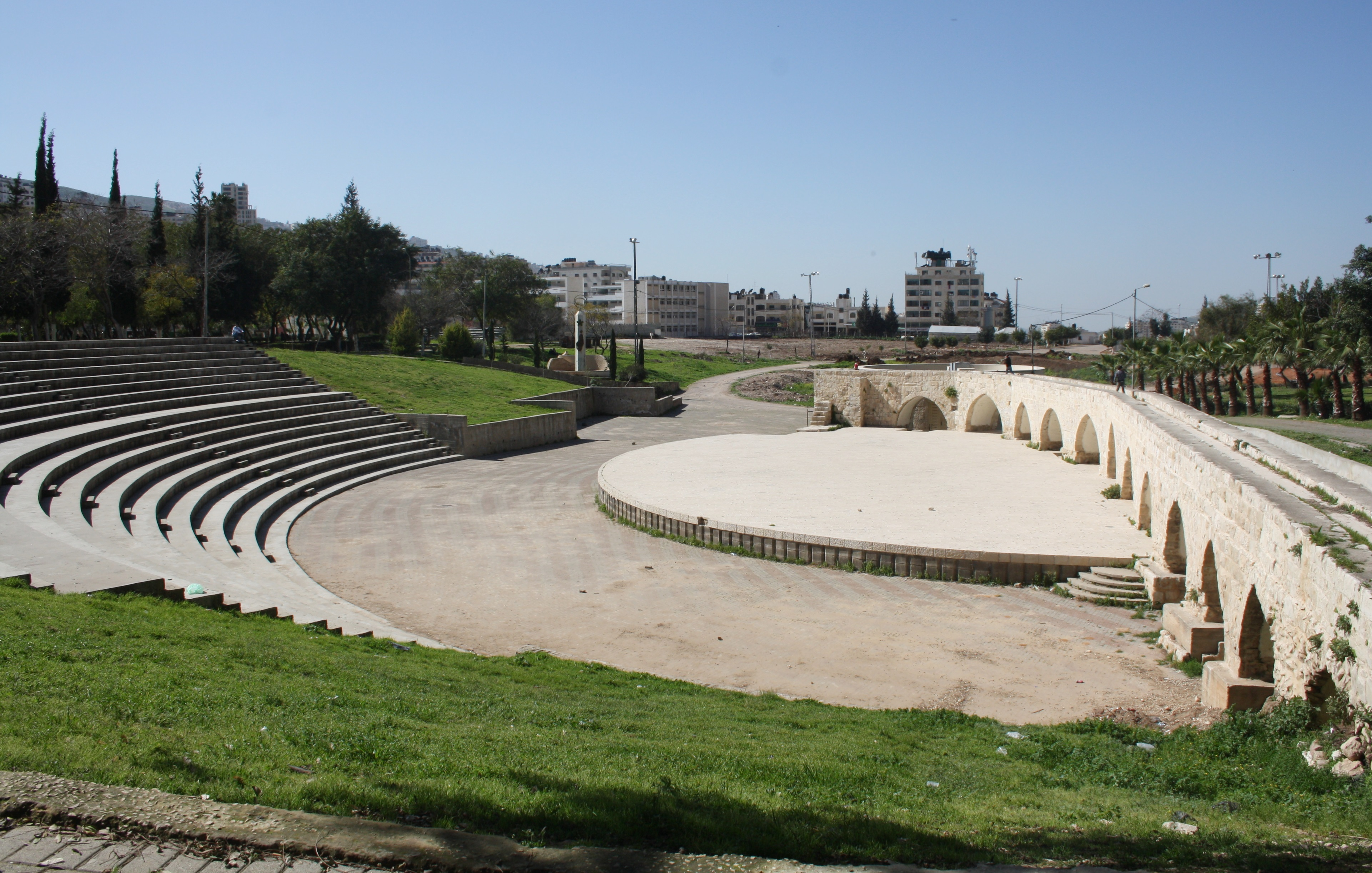

مدرج روماني (نابلس) يقع المدرج الروماني في مدينة نابلس في منطقة تسمى رأس عين، حيث تم اكتشاف المدرج في عام 1979، الذي أنشأه الإمبراطور سبسيان عام 73م واعتبر المدرج من أهم معالم مدينة نيابولس الرومانية.

## الناحية المعمارية
1. بوابة منزوية تتواجد بين البيوت ومحلات الحدادة، عند الاقتراب منها تظهر على شكل لوحة فنية.
2. صمم بطريقة جميلة وملفتة ودقة حجارته.
3. بني المدرج على مساحة 110متر، حيث يتسع لأكثر من ألف شخص.
4. يحتوي عدد من المقاعد التي تتكون من 14جزءا، كل مجموعة منها منفصلة عن الأخرى ويفصل بينهم مدرج صاعد وهابط.[1]

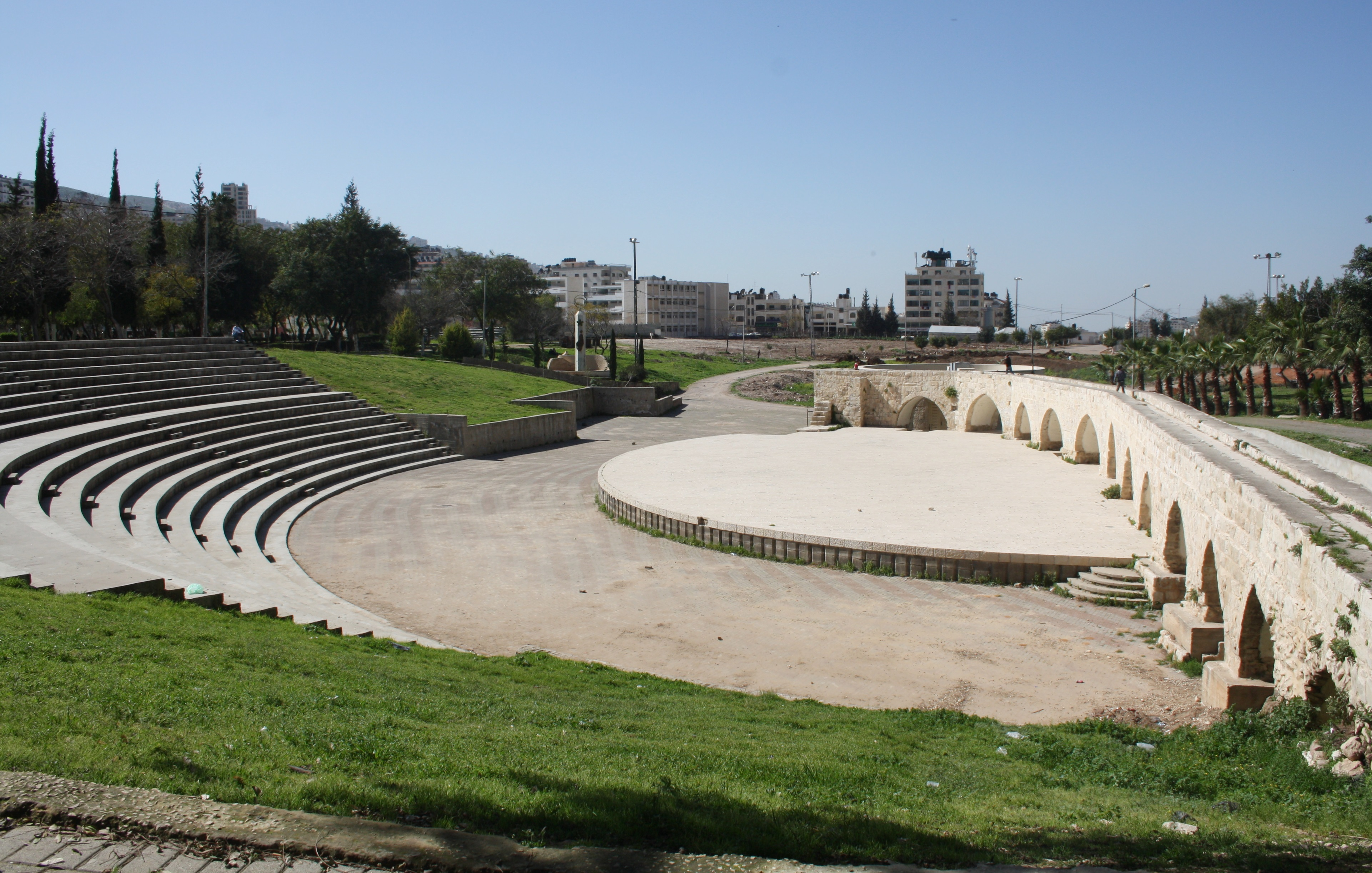
المدرج الروماني

### عمليات الترميم
تعرض المدرج للإهمال بشكل كبير من قبل اللجان المختصة بالآثار وذلك لعدة أسباب. بقي من المدرج الصف الأول وبعضا من المقاعد ومنطقة العرض وأساسيات من المنطقة السفلية، كما وأن هذه المقاعد مهترئة ومتشققة. حيث تعرضت القطع الأثرية أيضا للنهب بفعل لصوص الآثار والعمل على بيعها بأسعار مرتفعة.

#### المعيقات التي أدت إلى عدم ترميم المدرج
تعد المنطقة التي يتواجد فيها المدرج من المناطق المعروفة بمنطقة (ج) أي  تخضع لحكم السيطرة الإسرائيلية، وفق اتفاقية أوسلو.
فهذه الاتفاقية تمنع وزارة السياحة والآثار من العمل على ترميم هذه المنطقة. كما وقامت الوزارة سابقا بالاتصال مع اللجنة الرباعية برئاسة (طوني بلير) وذلك لدعوته لزيارة بلدة سبسطية ورؤية الموقع الأثري الذي يتمثل بالمدرج الخاضع للسيطرة الإسرائيلية.
وقدموا لهم بعض المطالب من أهمها: مطالبة اللجنة بالضغط على إسرائيل لتعطي منطقة سبسطية وتصبح تحت السيطرة الفلسطينية، ولكن هذه المحاولة لم تنجح.
فنتيجة الضغوطات التي تلقتها إسرائيل بدأت تعمل قوات الاحتلال بالقيام بأعمال في منطقة المدرج الروماني على ادعاء أنها تعمل على ترميمه ولكن بالواقع الأعمال التي تقوم بها تخريبية.
فالأعمال التي قاموا بها من ادخال الجرافة إلى المدرج وتعمدهم على تدمير بعضا من الجدران الاثرية فيه، واقتلاع الحجارة الأثرية، يعد بالنسبة لهم أنهم يعملون على ترميمه ولكن ذلك كله عاد على المدرج بالتدمير. فقيامهم بهذه الأعمال كان كله بحجة إنشاء وإقامة جدران استناديه.